# Grêmio Olímpico de Futebol Santanense
O Grêmio Olímpico de Futebol Santanense é um clube brasileiro de futebol fundada em 5 de setembro de 1975 na cidade de São José dos Campos.
A agremiação teve origem no futebol amador joseense. Em 1986 conseguiu a profissionalização ao disputar o campeonato paulista da terceira divisão (atual A3), entre 1986 e 1992.
Atualmente o departamento de futebol do clube participa apenas de competições amadoras.

## História
O clube surgiu por iniciativa de atletas que faziam parte da equipe juvenil do Esportivo Futebol Clube em 1974. O bom desempenho e resultados positivos em jogos amistosos teve como consequência a ideia em disputar o Campeonato de Bairros de São José dos Campos.
Mas o fato de não ser possível utilizar o Esportivo para a competição levou os garotos a fundarem em 1975 o Grêmio Olímpico de Futebol no bairro Vila Sinhá, através da articulação de Antonio Raimundo de Oliveira "Baixinho". No ano seguinte a equipe realizou boa campanha na competição amadora joseense.
Após participações em várias competições locais, a agremiação esportiva começou a articular a profissionalização do clube e disputar o Campeonato Paulista da Terceira Divisão em 1984. Sem sucesso, continuou a negociar a entrada na competição com a Federação Paulista de Futebol em 1985. 
 A entrada foi autorizada e oficializada somente em 1986.

## Estatísticas

### Participações em estaduais
- Terceira Divisão (atual A3) = 7 (sete)

- 1986 - 1987 - 1988 - 1989 - 1990 - 1991 - 1992